# Regeldifferenz

Blockschaltbild eines einfachen Standard-Regelkreises, bestehend aus den Funktionselementen Regelstrecke, Messglied, Regler und Stellglied und den Funktionsgrößen Regelgröße y (mit Istwert y_{M}, Sollwert w und Regeldifferenz e=w−y_{M}), Steuergröße u, Stellgröße u_{R} und Störgröße(n) d

Die Regeldifferenz ist in der Regelungstechnik die Differenz e=w−yM zwischen dem vorgegebenen  augenblicklichen Wert oder Sollwert w (der Führungsgröße) und dem gemessenen Wert oder Istwert yM der Regelgröße.
Soll beispielsweise die Temperatur in einem Gewächshaus 20 °C betragen, aber es wird eine Ist-Temperatur von 18 °C gemessen, so beträgt die Regeldifferenz +2 K (Kelvin).
Die Regelabweichung dagegen ist die Differenz xW=yM−w zwischen Istwert yM und Sollwert w, also die negative Regeldifferenz: xW=−e.
Die Aufgabe einer Regelung besteht darin, den Betrag der Regeldifferenz zu verringern, im Idealfall auf Null zu bringen.
In der NC-Technik  wird die Abweichung zwischen Positionssoll- und Positionsistwert  als Schleppfehler bezeichnet.